# 塔哈其镇
塔哈其镇，是中华人民共和国新疆维吾尔自治区巴音郭楞蒙古自治州和硕县下辖的一个乡镇级行政单位。
2013年，新疆维吾尔自治区人民政府批复同意撤销塔哈其乡建制，设立塔哈其镇。

## 行政区划
塔哈其镇下辖以下地区：
古努恩布呼村、祖鲁门苏勒村、查干布呼村、浩尧尔莫敦村和阿尔文德尔文村。